# Абдуллин, Анас Габдрауфович
Анас Габдрауфович Абдуллин — советский хозяйственный и государственный деятель, лауреат Государственной премии СССР за выдающиеся достижения в труде.

## Биография
Родился в 1941 году в деревне Юлтимерово. Член КПСС.
Окончил Октябрьское техническое училище и Альметьевский нефтяной техникум.
В 1960—1961 годах — помощник бурильщика в конторе турбинного бурения № 2 треста «Туймазыбурнефть».
В 1965—1966 годах — помощник бурильщика, в 1966—1967 годах — бурильщик, в 1967—2001 годах — мастер капитального ремонта скважин в Альметьевском управлении по повышению нефтеотдачи пластов и КРС производственного объединения «Татнефть», в 1967—1974 годах — одновременно профорг, в 1985—1990 годах — одновременно парторг цеха.
За инициативу в изыскании и использовании резервов повышения эффективности производства был в составе коллектива удостоен Государственной премии СССР за выдающиеся достижения в труде 1976 года.
Почетный нефтяник объединения «Татнефть», отличник нефтяной промышленности СССР (1989).
Живёт в Альметьевске.

## Награды
- Орден Октябрьской Революции (1986)
- Орден Трудового Красного Знамени (1974)